# Lhaimagu
Lhaimagu is een van de bewoonde eilanden van het Shaviyani-atol behorende tot de Maldiven.

## Demografie
Lhaimagu telt (stand maart 2007) 348 vrouwen en 393 mannen.